# Plogskaftet Nunataks
Plogskaftet Nunataks är nunataker i Antarktis. De ligger i Östantarktis. Norge gör anspråk på området.